# Labena schausi
Labena schausi là một loài tò vò trong họ Ichneumonidae.